# Camagüey (província)
Camagüey é uma província de Cuba. Sua capital é a cidade de Camagüey.
A população urbana é de 600.221 habitantes (2002), ou seja, 76,5 % da população total.

## Municípios
- Carlos Manuel de Céspedes
- Esmeralda
- Sierra de Cubitas
- Minas
- Nuevitas
- Guaimaro
- Sibanicú
- Camagüey
- Florida
- Vertientes
- Jimaguayú
- Najasa
- Santa Cruz del Sur